# Chrysococcyx osculans
Chrysococcyx osculans е вид птица от семейство Cuculidae.

## Разпространение
Видът е разпространен в Австралия.